# USS Darter (SS-227)
USS Darter (SS-227) là một tàu ngầm lớp Gato từng phục vụ cùng Hải quân Hoa Kỳ trong Chiến tranh Thế giới thứ hai. Nó là chiếc tàu chiến đầu tiên của Hải quân Hoa Kỳ được đặt cái tên này, theo tên họ Cá vượt. Con tàu đã phục vụ trong suốt Thế chiến II, thực hiện được bốn chuyến tuần tra, đánh chìm ba tàu Nhật Bản với tổng tải trọng 19.429 tấn, bao gồm một tàu tuần dương hạng nặng và gây hư hại nặng cho một chiếc khác trước khi bị mắc cạn trong eo biển Palawan, và bị buộc phải phá hủy bằng hải pháo từ các tàu ngầm khác. Darter được tặng thưởng danh hiệu Đơn vị Tuyên dương Hải quân cùng bốn Ngôi sao Chiến trận do thành tích phục vụ trong Thế Chiến II.

## Thiết kế và chế tạo
Lớp tàu ngầm Gato được thiết kế cho mục đích một tàu ngầm hạm đội nhằm có tốc độ trên mặt nước cao, tầm hoạt động xa và vũ khí mạnh để tháp tùng hạm đội chiến trận. Con tàu dài 311 ft 9 in (95,02 m) và có trọng lượng choán nước 1.525 tấn Anh (1.549 t) khi nổi và 2.424 tấn Anh (2.463 t) khi lặn. Chúng trang bị động cơ diesel dẫn động máy phát điện để cung cấp điện năng cho bốn động cơ điện, đạt được công suất 5.400 shp (4.000 kW) khi nổi và 2.740 shp (2.040 kW) khi lặn, cho phép đạt tốc độ tối đa 21 hải lý trên giờ (39 km/h) và 9 hải lý trên giờ (17 km/h) tương ứng. Tầm xa hoạt động là 11.000 hải lý (20.000 km) khi đi trên mặt nước ở tốc độ 10 hải lý trên giờ (19 km/h) và có thể hoạt động kéo dài đến 75 ngày và lặn được sâu tối đa 300 ft (90 m).
Lớp tàu ngầm Gato được trang bị mười ống phóng ngư lôi 21 in (530 mm), gồm sáu ống trước mũi và bốn ống phía phía đuôi tàu, chúng mang theo tối đa 24 quả ngư lôi. Vũ khí trên boong tàu gồm một hải pháo 3 inch/50 caliber, và thường được tăng cường một khẩu pháo phòng không Bofors 40 mm nòng đơn và một khẩu đội Oerlikon 20 mm nòng đôi, kèm theo súng máy .50 caliber và .30 caliber. Tiện nghi cho thủy thủ đoàn bao gồm điều hòa không khí, thực phẩm trữ lạnh, máy lọc nước, máy giặt và giường ngủ cho hầu hết mọi người, giúp họ chịu đựng cái nóng nhiệt đới tại Thái Bình Dương cùng những chuyến tuần tra kéo dài đến hai tháng rưỡi.
Darter được đặt lườn tại xưởng tàu của hãng Electric Boat Company ở Groton, Connecticut vào ngày 20 tháng 10, 1942. Nó được hạ thủy vào ngày 6 tháng 6,  1943, được đỡ đầu bởi bà Edwin B. Wheeler, và được cho nhập biên chế cùng Hải quân Hoa Kỳ vào ngày 7 tháng 9, 1943 dưới quyền chỉ huy của Hạm trưởng, Thiếu tá Hải quân William S. Stovall, Jr.

## Lịch sử hoạt động

### Chuyến tuần tra thứ nhất
Sau khi hoàn tất việc chạy thử máy huấn luyện ngoài khơi New London, Connecticut và sửa chữa sau chạy thử máy, Darter chuẩn bị để được điều động sang khu vực Mặt trận Thái Bình Dương. Nó rời Căn cứ Tàu ngầm Hải quân New London vào ngày 31 tháng 10, 1943 và đi đến Trân Châu Cảng vào ngày 26 tháng 11.
Lên đường vào ngày 21 tháng 12 cho chuyến tuần tra đầu tiên, Darter hoạt động tại khu vực chung quanh căn cứ chủ lực của Nhật Bản tại Truk, nhưng bị ngắt quãng bởi hai đợt sửa chữa: tại Trân Châu Cảng từ ngày 29 tháng 12, 1943 đến ngày 3 tháng 1, 1944, và tại Tulagi và vịnh Milne từ ngày 30 tháng 1 đến ngày 8 tháng 2. Chiếc tàu ngầm đã trinh sát hình ảnh Eniwetok vào ngày 12 tháng 1, và sang ngày hôm sau đã phóng ngư lôi nhắm vào một tàu lớn trước khi bị các tàu hộ tống đối phương phản công bằng mìn sâu. Trong các ngày 16 và 17 tháng 2, nó tuần tra tìm kiếm và giải cứu để phục vụ cho Chiến dịch Hailstone, đợt không kích từ tàu sân bay xuống căn cứ Truk. Nó được tiếp nhiên liệu tại vịnh Milne lúc trên đường quay trở về căn cứ Brisbane, Australia để tái trang bị từ ngày 29 tháng 2 đến ngày 17 tháng 3.

### Chuyến tuần tra thứ hai
Trong chuyến tuần tra thứ hai từ ngày 29 tháng 2 đến ngày 23 tháng 5 tại khu vực Tây New Guinea và phía Nam Davao, Darter ghé đến vịnh Milna để được tiếp nhiên liệu trong các ngày 21 và 22 tháng 3, rồi đánh chìm một tàu đối phương vào ngày 30 tháng 3. Sau đó nó tuần tra ngoài khơi New Guinea vào giai đoạn lực lượng Đồng Minh đổ bộ dọc bờ biển. Nó đi đến Darwin, Lãnh thổ Bắc Úc để tiếp nhiên liệu trong các ngày 29 và 30 tháng 4 trước khi quay trở lại khu vực tuần tra, rồi kết thúc chuyến tuần tra khi đi đến đảo Manus để được tái trang bị.

### Chuyến tuần tra thứ ba
Lên đường vào ngày 21 tháng 6 cho chuyến tuần tra thứ ba tại khu vực ngoài khơi Halmahera và Mindanao, Darter đã đánh chìm tàu rải mìn Tsugaru ngoài khơi Morotai vào ngày 29 tháng 6, và tiếp tục bị các tàu hộ tống phản công bằng mìn sâu, nhưng thoát được mà không chịu hư hại. Nó quay trở về căn cứ Brisbane vào ngày 8 tháng 8 để được tái trang bị.

### Chuyến tuần tra thứ tư
Lên đường cho chuyến tuần tra thứ tư, Darter đã tuần tra tại biển Celebes và biển Đông trước khi quay về Darwin vào ngày 10 tháng 9 để tiếp nhiên liệu và sửa chữa nhỏ. Nó tiếp tục tuần tra trong biển Celebes, ghé đến Mios Woendi vào ngày 27 tháng 9 để tiếp thêm nhiên liệu, rồi cùng tàu ngầm chị em Dace (SS-247) lên đường vào ngày 1 tháng 10 để tuần tra trong biển Đông, phối hợp với cuộc đổ bộ tại vịnh Leyte, Philippines. Nó tấn công một đoàn tàu chở dầu vào ngày 12 tháng 10, rồi đến ngày 21 tháng 10 đã cùng với Dace hướng đến eo biển Balabac theo dõi sự di chuyển của tàu bè đối phương hướng đến khu vực quần đảo Philippine.

#### Trận chiến vịnh Leyte
Hai chiếc tàu ngầm đã phát hiện Lực lượng Trung tâm Nhật Bản dưới quyền Phó đô đốc Kurita Takeo tiếp cận eo biển Palawan vào ngày 23 tháng 10, và lập tức điện báo thông tin quan trọng này, vì tình báo Đồng Minh đang mất dấu vị trí của các tàu chiến chủ lực Nhật Bản trong ít lâu nay. Họ áp sát lực lượng đối phương, và khi tấn công các tàu tuần dương của Lực lượng Trung tâm đã bắt đầu các hoạt động tại eo biển Palawan, mở màn cho Trận chiến vịnh Leyte có tính quyết định. Darter đã phóng ngư lôi đánh chìm tàu tuần dương hạng nặng Atago và gây hư hại nặng cho chiếc Takao, rồi tiếp tục cùng với Dace theo dõi Takao bị hư hại rút lui qua eo biển Palawan cho đến nữa đêm 24-25 tháng 10, khi Darter bị mắc cạn tại bãi đá ngầm Bombay, ở tọa độ 9°27′22″B 116°55′59″Đ / 9,456°B 116,933°Đ.

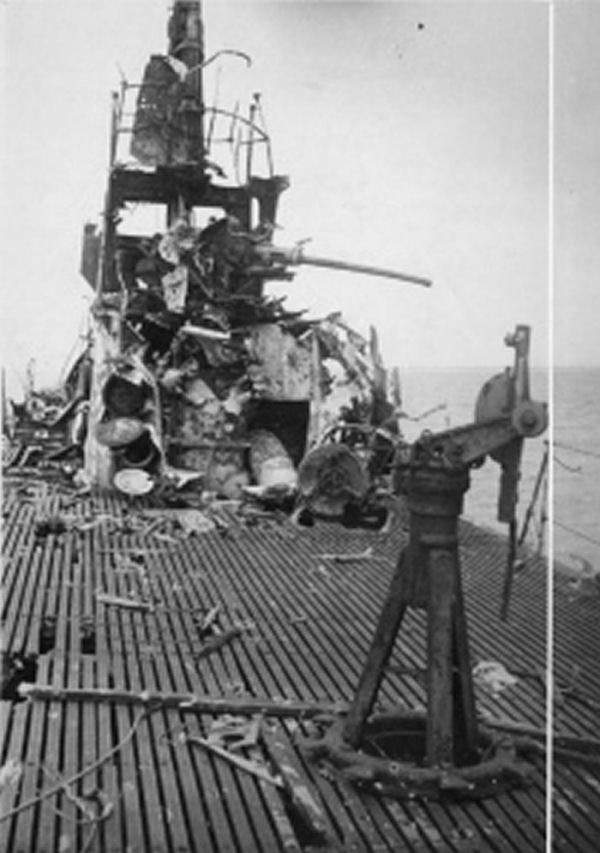
Cầu tàu và tháp chỉ huy bị phá hủy bởi hải pháo sau khi nó mắc cạn tại bãi đá Bombay, ngoài khơi Palawan

Tàu khu trục Nhật Naganami sau đó tiến đến gần với ý định kéo hoặc phá hủy chiếc tàu ngầm, nhưng đối thủ bỏ đi sau đó. Khi thủy triều rút, mọi nỗ lực của Dace và Darter nhằm đưa nó ra khỏi chỗ mắc cạn đều thất bại, nên sau khi mọi thiết bị và tài liệu mật được phá hủy và thủy thủ đoàn được di tản sang chiếc Dace, nó được phá hủy bằng chất nổ. Khi những cố gắng này không đem lại kết quả, Dace phóng ngư lôi và nả pháo nhắm vào Darter, bắn trúng đích 21 phát đạn pháo 3 in (76 mm); tàu ngầm chị em Rock (SS-274) cũng được huy động đến trợ giúp, phóng trúng đích mười quả ngư lôi nhưng cũng ít có hiệu quả khi ngư lôi phát nổ trên nền đá san hô. Cuối cùng tàu ngầm Nautilus (SS-168) được huy động đến nơi vào ngày 31 tháng 10, bắn trúng đích 88 phát đạn pháo 6 in (150 mm), khiến xác tàu của Darter trở nên hoàn toàn vô dụng đối với đối phương. Tên nó được cho rút khỏi danh sách Đăng bạ Hải quân vào ngày 27 tháng 11, 1944.
Dace đưa thủy thủ đoàn của Darter về đến Fremantle vào ngày 6 tháng 11. Do thành tích phát hiện Lực lượng Trung tâm và tiêu diệt các tàu tuần dương hạng nặng đối phương, cả hai chiếc tàu ngầm được tặng thưởng danh hiệu Đơn vị Tuyên dương Hải quân, và Hạm trưởng của Darter, Trung tá Hải quân David Hayward McClintock, được tặng thưởng Huân chương Chữ thập Hải quân. Toàn bộ hạm trưởng, sĩ quan và thủy thủ đoàn của Darter được chuyển sang tiếp nhận tàu ngầm Menhaden (SS-377) đang chuẩn bị được hạ thủy tại Manitowoc, Wisconsin.

## Phần thưởng
Darter được tặng thưởng danh hiệu Đơn vị Tuyên dương Hải quân cùng bốn Ngôi sao Chiến trận do thành tích phục vụ trong Thế Chiến II. Con tàu được ghi công đã đánh chìm ba tàu Nhật Bản với tổng tải trọng 19.429 tấn, bao gồm một tàu tuần dương hạng nặng và gây hư hại nặng cho một tàu tuần dương hạng nặng khác.
|  |                                                       |  |
|  | Bronze star · Bronze star · Bronze star · Bronze star |  |

| Dãi băng Hoạt động Tác chiến  | Dãi băng Hoạt động Tác chiến                                            | Đơn vị Tuyên dương Hải quân                                             | Đơn vị Tuyên dương Hải quân          |
| Huân chương Chiến dịch Hoa Kỳ | Huân chương Chiến dịch Châu Á-Thái Bình Dương với 4 Ngôi sao Chiến trận | Huân chương Chiến dịch Châu Á-Thái Bình Dương với 4 Ngôi sao Chiến trận | Huân chương Chiến thắng Thế Chiến II |